# 환상여행
《환상여행》은 MBC에서 방영된 《환상특급》과 유사한 앤솔러지 단막극 시리즈 텔레비전물로, 1996년 10월 27일 첫 방송되어  1998년 4월 15일에 68부작으로 종영되었다.
방송 분량은 1회 45분 내외로 하여 판타지적이고 SF스러우며 주로 섬뜩한 느낌을 주는 짤막한 이야기를 두 편 정도를 보여주는 것이었다. 소재나 연출은 호러풍으로 한 것도 적지 않았다.
《환상여행》은 일본 텔레비전물인 《기묘한 이야기》의 직접적인 영향 아래 탄생한 모방작으로 볼 수 있는데, 다루고 있는 이야기 중에도 《환상특급》이나 《기묘한 이야기》의 에피소드에서 소재를 차용한 것을 찾아 볼 수 있었다. 권해효가 극 시작과 끝에 등장해 해설하는 역을 맡았으며, 초기에는 스스로 주연한 에피소드들도 많았고, 최정윤, 박광정, 이두일 등의 배우가 거의 고정 출연하다시피 하여 초기 에피소드들을 이끌었다. 장진영, 김선아 등의 초기 출연작으로도 알려져 있다.

## 방송 기간 및 시간
| 방송 채널 | 방송 기간                          | 방송 시간                            |
| --------- | ---------------------------------- | ------------------------------------ |
| MBC TV    | 1996년 10월 27일 ~ 1997년 5월 18일 | 매주 일요일 저녁 6시 ~ 6시 50분      |
| MBC TV    | 1997년 5월 25일 ~ 1997년 12월 28일 | 매주 일요일 밤 10시 35분 ~ 11시 30분 |
| MBC TV    | 1998년 1월 14일 ~ 1998년 2월 18일  | 매주 수요일 밤 10시 35분 ~ 11시 30분 |
| MBC TV    | 1998년 3월 11일 ~ 1998년 4월 15일  | 매주 수요일 밤 11시 ~ 11시 50분      |

## 기타
- 라이벌 관계인 친구가 서로 미워해 살생부에 이름을 적어 친구를 죽게 만드는 등 불건전한 소재를 내보내어 97년 2월 3일 열린 방송위원회 전체회의에서  `연출자 징계 및 프로그램 경고' 조치[1]를 받았다.

## 특이사항
- 1996년 12월 1일 - 7시부터 창사특선 한국영화 사랑하기 좋은 날이 편성[2]되어 5시 10분으로 앞당겨졌으며 이 과정에서 폭소발명왕 결방
- 1997년 9월 28일 - 9시 40분부터 프랑스 월드컵 아시아지역 최종예선 <한국 VS 일본> 중계 재방송 편성으로 결방
- 1997년 10월 26일 - 6시 50분부터 프랑스 월드컵 아시아지역 최종예선 <일본 VS UAE>  중계가 편성되어 그대 그리고 나는 9시, 뉴스데스크는 10시, 시사매거진 2580은 10시 40분으로 이동편성에 따른 편성 지연으로 인해 결방
- 1997년 11월 9일 - 9시 40분부터 프랑스 월드컵 아시아지역 최종예선 <한국 VS UAE> 중계 편성으로 결방
- 1997년 11월 16일 - 9시 40분부터 프랑스 월드컵 아시아지역 최종예선 <이란 VS 일본> 중계 편성으로 결방
- 1997년 12월 7일 - 8시부터 <대통령 후보 초청 합동 토론회>가  편성되어[3] 뉴스데스크는 10시, 시사매거진 2580은 10시 50분, 다큐멘터리 성공시대는 11시 40분으로 이동편성함에 따라 결방(결국 '그대 그리고 나'는 전날 7시부터 17~18회 연속 편성)
- 1998년 1월 28일 - 10시부터 설 특선영화 히트 편성[4]으로 결방
- 1998년 2월 25일 - 특별기획 <국민의 정부출범 21세기를 향하여> 편성으로 결방
- 1998년 3월 4일 - <21세기 새 대통령에게 바란다> 편성으로 결방